# Sigi Koizar
Sigi Koizar est une joueuse de basket-ball autrichienne, née le 20 octobre 1995 à Vienne (Autriche).

## Biographie
Elle est membre des sélections autrichiennes de jeunes (U14, U16, U18) avant de jouer en high school pour Stearns avec 23,8 points, 10.8 rebonds, 4.7 passes décisives et 3.2 interceptions. Après une année sans jouer, elle rejoint la NCAA à l'Université du Maine (17,7 points à 43,4% de réussite à 3-points, 4,1 rebonds et 3,8 passes décisives lors de sa saison junior en 2015/16) avant de devenir professionnelle en 2017. Depuis l'été 2014, elle est membre de l'équipe nationale autrichienne. Pour ses débuts, elle s'illustrer avec 15.4 points, 5.6 rebonds et 6 passes décisives en 23 minutes par rencontre dans le championnat d'Europe des petits pays.
Elle a d'abord évolué durant deux saisons en Hongrie au ZTE NKK, à Zalaegerszeg, avec des statistiques de 13.3 points (avec une adresse de 40,2 % à 3 points), 4.6 rebonds, 2.9 passes décisives, 10,8 points (avec une adresse de 53,5 % dont 38,3 % à 3 points), 5,0 rebonds, 3,6 passes décisives. Elle est remarquée par le club russe du BC Enisey Krasnoïarsk avec lequel elle dispute le championnat (8,9 points, 4.1 rebonds et 4.3 passes décisives avant l'interruption du championnat en raison de la pandémie de Covid-19) et l'Eurocoupe 2019-2020 pour 11,1 points à 48,1% de réussite aux tirs, 5,5 rebonds, 5,2 passes décisives, 2,7 balles perdues et 1,7 interception pour 16,2 d'évaluation en 34 minutes sur 10 rencontres
Pour la saison 2020-2021 de LFB, elle s'engage avec les Flammes Carolo. Blessée et jugée décevante, elle est remplacée en janvier 2021 par l'américaine Yvonne Turner.

## Distinctions personnelles
- Meilleur cinq de l'America East Conference (2015, 2016[2])
- Meilleur cinq académique de l'America East Conference (2015, 2016[2])